# Bedouin Soundclash
Pour les articles homonymes, voir Bedouin Sound Clash.
 (juin 2020).
Si vous disposez d'ouvrages ou d'articles de référence ou si vous connaissez des sites web de qualité traitant du thème abordé ici, merci de compléter l'article en donnant les références utiles à sa vérifiabilité et en les liant à la section « Notes et références ».
Bedouin Soundclash est un groupe de musique canadien, originaire de Kingston en Ontario. Leur style peut être décrit comme étant un mélange de reggae, de rock, de soul et de ska.

## Membres
Le groupe est composé de : 
- Jay Malinowski : chanteur, guitariste
- Eon Sinclair : bassiste
- Sekou Lumumba : batteur

Anciens membres
- Pat Pengelly : batteur

## Histoire du groupe
Le groupe se forme en 2000, alors que ses trois membres, Jay Malinowski, Eon Sinclair et Pat Pengelly, sont étudiants à l'université Queen's de Kingston. Le nom de Bedouin Soundclash a été inspiré d'un album d'un artiste du nom de Badawi, nommé Bedouin Sound Clash, et fut choisi par Jay Malinowski.

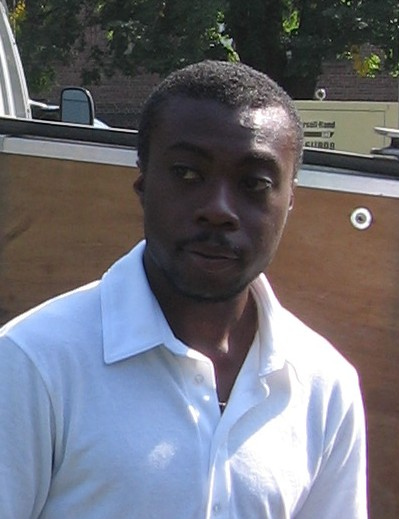
Eon Sinclair

En 2001, ils réalisent leur premier album Root Fire, auquel participe également le joueur de percussions Brett Dunlop qui fut par la suite séparé de la bande. L'album est un enregistrement fait en douze heures de morceaux joués en live. Mélangeant les styles musicaux tels que le reggae, le rock, la soul, le hip-hop, le dub, le ska et même quelques éléments de punk et d'electro. Leur musique attira l'attention de la presse Canadienne (le magazine Exclaim! a dit de Root Fire qu'il était l'un des meilleurs albums qu'il [leur] a été donné d'écouter récemment) qui fut unanime à annoncer un avenir brillant à ce groupe. Les deux ans qui suivirent Root Fire furent consacrés à des shows à travers le Canada.
Puis, en 2004, les Bedouin Soundclash sortent leur second album, intitulé Sounding a Mosaic. Le morceau When the Night Feels My Song issu de cet album rencontra le succès et devint la deuxième chanson la plus diffusée sur les radios canadiennes de tous les temps[réf. nécessaire]. Ce succès leur a permis de livrer de plus en plus de concerts et de participer à ceux de grands noms de la musique tel que Ben Harper, Damian Marley, The Skatalites ou encore Vernon Buckley, une légende du reggae des années 70. Le producteur de Sounding A Mosaic est Darryl Jenifer, des Bad Brains.
Street Gospels, leur troisième album, est sorti le 21 août 2007. À noter que la chanson 12:59 Lullaby est présente dans l'épisode 7 de la troisième saison de la série Grey's Anatomy.
Pat Pengelly a quitté le groupe au tout début 2009. Il est ensuite remplacé par Sekou Lumumba.
Fin juin 2009 est paru un EP exclusivement digital via Side One Dummy aux États-Unis et Dine Alone au Canada. Il contient notamment des B-sides de Street Gospels.

## Discographie

### EP
- 2009 : Where Have The Songs Played Gone To?

### Singles
- 2005 : When the Night Feels My Song
- 2005 : Shelter
- 2006 : Gyasi Went Home
- 2007 : Walls Fall Down
- 2007 : St Andrews
- 2008 : 12:59 Lullaby